# Армініанство
Армініанство — напрямок у протестантському богослов'ї, що утвердив вирішальну роль свободи волі в справі спасіння. Назва пов'язана з іменем нідерландського богослова Якоба Армінія, який виступив проти кальвіністської ідеї приреченості. Як окрема партія армініанці сформувалися у 1610 році після смерті Армінія, проте вони були засуджені на Дордрехтському синоді 1618 року за півпелагіанство (погляд Роберта Спрола) і синергію. Однак армініанство істотно вплинуло на формування богослов'я загальних баптистів.
Серед представників армініанства були: Симон Єпископій (1583—1644), Йоганн Ітенбогарт (1557—1644), Йоган ван Олденбарневелт (1549—1619) і Гуго Гроцій.
Арміній та його послідовники відхилили також типову для кальвінізму наглядову службу Церков і стверджували необхідність релігійної терпимості.
Ідеї армініанства знайшли прихильників і за межами Нідерландів: у XVIII ст. армініанське розуміння приречення проявилося в методиці, він також надавав значний вплив на ривайвізм і ряд теологічних течій, що розповсюджувалися переважно в англосаксонському християнстві. В новітню добу армініанство збереглося в основному в Нідерландах, але зазнало значного впливу ліберального раціоналізму.
Основні положення армініанства зводяться до 5 артикулів:
1. Умовне обрання: Божественний промисел враховує згоду людей (тобто віра є предметом вибору).
2. Всезагальне відкуплення Христос потенційно викупив гріхи всіх людей.
3. Рятівна віра: В основі спасіння лежить благодать Святого Духа.
4. Благодать, якій можна протистояти: Людина здатна протистояти дії благодаті.
5. Умовність спасіння: Людина здатна втратити благодать.